# Тим Томерсон
Џозеф Тимоти Томерсон (енгл. Joseph Timothy Thomerson; рођен 8. априла 1946. у Коронаду), амерички је филмски, ТВ и гласовни глумац. Најпознатији је по улози Џека Дета у филмском серијалу Тренсерс, раду у бројним нискобуџетним филмовима и комичним телевизијским улогама. 
Појавио се у филмовима Изузетна храброст, Ер Америка, Добровољци, Ко је Хари Крамб?, Гвоздени орао и Параноја у Лас Вегасу.